# Abd-al-Qayyum (nom)
Abd-al-Qayyum és un nom masculí teòfor àrab islàmic (àrab: عبد القيوم, ʿAbd al-Qayyūm) que literalment significa ‘Servidor de l'Etern’, essent «l'Etern» un dels epítets de Déu. Si bé Abd-al-Qayyum és la transcripció normativa en català del nom en àrab clàssic, també se'l pot trobar transcrit Abdul Qayyum... normalment per influència de la pronunciació dialectal o seguint altres criteris de transliteració. Com a teòfor, també el duen molts musulmans no arabòfons que l'han adaptat a les característiques fòniques i gràfiques de la seva llengua.